# Сомов, Лев Николаевич
Лев Николаевич Сомов (укр. Лев Миколайович Сомов; род. 14 марта 1964, Куйбышев) — ведущий актёр Киевского академического театра драмы и комедии на левом берегу Днепра, «мастер эпизодической роли, на чьих броских мини-выходах, в образности своей далеко выходящих за пределы постановок, держится не один далеко не броский сюжет». Снискал также признание как драматург («Горький роман», «Совершенный Чарли»), театральный и телережиссёр, хореограф (пластические решения в подавляющем большинстве спектаклей театра драмы и комедии), педагог (профессор кафедры театрального искусства Киевского международного университета). Народный артист Украины (2014), четырёхкратный лауреат театральной премии «Киевская пектораль» (1997, 2004, 2012, 2018).

## Биография
Родился 14 марта 1964 года в Куйбышеве.
Отец — балетмейстер, хореограф Николай Сомов (род. 1942), заслуженный работник культуры Российской Федерации. Ученик Иоэля Плахта и Николая Тарасова, учитель Вадима Писарева и Александра Стоянова.
Спустя несколько лет после рождения сына вся семья переехала в Донецк, где Николай Сомов устроился на постоянную работу в местный театр. В 1983 году Лев Сомов окончил Донецкое музыкальное училище по классу виолончели.
В 1988 году приступил к работе в Киевском национальном академическом театре русской драмы имени Леси Украинки. В 1991 году окончил Киевский национальный университет театра, кино и телевидения имени И. К. Карпенко-Карого под началом Николая Рушковского. В это же время разрывался между ролями в театре русской драмы и драматическом театре «Браво».
В 1995 году перешёл из театра русской драмы в театр драмы и комедии на левом берегу Днепра. За двадцать лет работы Сомовым сыграно около тридцати разноплановых ролей, в том числе главная роль экспрессивного театрального режиссёра в одном из самых нашумевших киевских спектаклей современности «Зрители на спектакль не допускаются!»:
Я 20 лет работаю в театре под руководством Эдуарда Марковича Митницкого, учился у Николая Рушковского, сотрудничал с Дмитрием Богомазовым, Юрием Одиноким, Станиславом Моисеевым, Ириной Молостовой, Владимиром Оглоблиным — со многими прославленными режиссёрами, которые формировали меня как артиста.
В 1997 году был удостоен первой в карьере театральной премии «Киевская пектораль» как лучший дебютант года под псевдонимом Лев Хохлов за пьесу «Горький роман», поставленную на сцене мастерской театрального искусства «Созвездие». В 2004 году последовала вторая награда за второплановую актёрскую работу в спектакле «Море. Ночь. Свечи», а в 2012 — третья, за пластическое решение детского спектакля «Пассажир в чемодане». Четвёртая статуэтка была отдана актёру за женскую роль старой польской еврейки мадам Розы в постановке по Ромену Гари «Жизнь впереди» («Вся жизнь впереди»).
В начале 2000-х годов создал вторую пьесу «Совершенный Чарли», сюжет которой отталкивается от классического произведения Дэниела Киза «Цветы для Элджернона»: «Я написал эту пьесу ещё десять лет назад. Она уже была готова, но я все не решался поставить финальную точку. Все казалось, что-то не так звучит, то не актуально… Стержнем этой истории стала повесть американского писателя-фантаста Даниэла Киза „Цветы для Элджернона“. Но свою пьесу я считаю оригинальной, здесь оригинальные диалоги, из книги Киза я взял только одну фразу. Писал специально для сцены Театра „Сузирья“ — история Чарли может прозвучать только на этой интимной площадке».
В октябре 2014 года Сомову присвоено звание народного артиста Украины.
Выступает также как театральный (постановки в мастерской театрального искусства «Созвездие», академическом Молодом театре) и телережиссёр (сериалы «Бывшая» и «Только любовь»). Снимается в кино, телепроектах (сериал «Леся плюс Рома»). Профессор кафедры театрального искусства Киевского международного университета (КиМУ).
Женат на фотографе и художнике-оформителе театра русской драмы имени Леси Украинки Ирине Сомовой.

## Восприятие
Следует отметить, что Лев Сомов в научно-фантастической премьере «Сузирья» выступает в трех амплуа: драматурга, режиссёра-постановщика и исполнителя роли гениального нейрохирурга Алана Нимюра. Возможно, именно это является причиной его нечастых, но все-таки взглядов режиссёра, взглядов как бы со стороны действия. Режиссёр прекрасно выстраивает первый акт, вполне оправдывая заявленный жанр, добиваясь безоговорочного внимания зрителей, жадно ловящих все происходящее на сцене.— «Совершенный Чарли»

Актер Лев Сомов считает, что актерская профессия — это пустая сумка, которую артисты должны постоянно наполнять знаниями, опытом, переживаниями и другими очень нужными для этого дела вещами. Наблюдая за карьерой одного из ведущих актеров Театра драмы и комедии на Левом берегу, можно утверждать наверняка, что личный багаж Сомова может стать объектом зависти даже для маститых коллег: на сцене из своего чемодана он всегда легко и непринужденно доставал нужную интонацию, слово, движение.— «Совершенный Чарли: Написать, поставить, сыграть»

## Театральные работы

### Театр драмы и комедии на левом берегу Днепра
- 1995 — герцог де Маликорн / Жильберт — «Непобедимый меч Гайан» (Тамара Габбе, «Город мастеров»)
- 1996 — Каллимако — «Комедия о прелести греха» (Никколо Макиавелли, «Мандрагора»)
- 1996 — сеньор Палеари — «Немного вина… или 70 оборотов» (новеллы Луиджи Пиранделло)
- 1997 — Миша Адаменко — «Мелкий бес» (Фёдор Сологуб, «Мелкий бес»)
- 1998 — Родриго — «Венецианский мавр» (Уильям Шекспир, «Отелло»)
- 1999 — Взволнованный — «Что вы потеряли в чужих снах?» (Макс Фриш, «Санта Крус»)
- 1999 — Меллер — «Вечный муж» (Фёдор Достоевский, «Вечный муж»)
- 2000 — Тарелкин — «Смерть Тарелкина» (Александр Сухово-Кобылин, «Смерть Тарелкина»)
- 2000 — Дмытро — «Нехай одразу двох не любить…» (Михаил Старицкий, «Ой, не ходи, Грицю…»)
- 2001 — господин де Пурсоньяк — «Много шуму в Париже» (Мольер, «Господин де Пурсоньяк»)
- 2001 — режиссёр Ллойд Даллас — «Зрители на спектакль не допускаются!» (Майкл Фрейн, «Шум за сценой»)
- 2002 — Миша — «Море… Ночь… Свечи…» (Йосеф Бар-Йосеф, «Это великое море»)
- 2002 — Анучкин / Жевакин — «Женитьба» (Николай Гоголь, «Женитьба»)
- 2003 — Страфорель — «Тайна страсти жгучей» (Эдмон Ростан, «Романтики»)
- 2003 — Боб Джексон — «Врём чистую правду» (Херберт Бергер, «Ещё один Джексон»)
- 2004 — Ведущий — «Наш городок» (Торнтон Уайлдер, «Наш городок»)
- 2004 — Епиходов — «Вишнёвый сад» (Антон Чехов, «Вишнёвый сад»)
- 2005 — граф де Гиш — «Сирано де Бержерак» (Эдмон Ростан, «Сирано де Бержерак»)
- 2006 — Артист / Рекламный агент — «Очередь» (Александр Мардань, «Очередь»)
- 2006 — Миронов — «Какие у вас претензии к жене?» («Голубчики мои!..») (произведения Фёдора Достоевского и Александра Володина)
- 2007 — Виталий — «Последний герой» (Александр Мардань, «Последний герой»)
- 2007 — бургомистр — «Рогоносец» (Фернан Кроммелинк, «Великолепный рогоносец»)
- 2010 — Кулыгин Фёдор Ильич — «Три сестры» (Антон Чехов, «Три сестры»)
- 2011 — Шпигельский Игнатий Ильич — «Сезон любви» («Высшее благо на свете…») (Иван Тургенев, «Месяц в деревне»)
- 2012 — Фома Фомич Опискин — «Опискин. Фома!» (Фёдор Достоевский, «Село Степанчиково и его обитатели»)
- 2013 — Блепир — «Чего хотят женщины?» (произведения Аристофана)
- 2015 — сеньор Рольдан — «Дикарь» (Алехандро Касона, «Дикарь»)
- 2017 — мадам Роза — «Жизнь впереди» (Ромен Гари, «Вся жизнь впереди»)

### Театр русской драмы им. Леси Украинки
- 1992 — Треплев — «Пять пудов любви» (Антон Чехов, «Чайка»)
- 1992 — Франсуа — «Загадка дома Вернье» (Робер Тома, по повести «Нежданный гость» Агаты Кристи)
- 1992 — Незнамов — «Без вины виноватые» (Александр Островский, «Без вины виноватые»)
- 1993 — китаец Лю — «Кандид» (Леонард Бернстайн, «Кандид»)

### Театр «Браво»
- Освальд — «Привидения» (Генрик Ибсен, «Привидения»)
- Хома Брут — «Панночка» (Нина Садур, «Панночка»)
- Бертран — «Немного любви в этом безумном мире» (Франсуаза Саган, «Когда лошадь теряет сознание»)
- Арнольд Чемпион-Ченей — «В кругу любви» (Уильям Сомерсет Моэм, «Круг»)
- Бертран — «Миллионерша» (Бернард Шоу, «Миллионерша»)
- 2016 — странник Лука — «И заплачут бомжи...» (Максим Горький, «На дне»)

### Мастерская театрального искусства «Созвездие»
- 1996 — Сергей Есенин — «Горький роман» (Лев Хохлов, «Горький роман»)
- 2009 — доктор Алан Немюр — «Совершенный Чарли» (Лев Хохлов, «Совершенный Чарли»)
- 2012 — депутат Альбер Лямар — «То, что скрывают французы» (Жан-Жак Брикер, Морис Ласег, «Мужской род, единственное число»)

## Фильмография

### Актёрские работы
1. 1989 — Иной (короткометражный)
2. 1990 — Ивин А. — эпизод
3. 1994 — Шестой час последней недели любви (короткометражный)
4. 2001 — След оборотня — Крепыш
5. 2004 — И мир меня не поймал. Григорий Сковорода — офицер
6. 2004 — Двенадцать стульев — аукционист
7. 2005—2006 — Леся плюс Рома
8. 2006 — Дурдом — Кока
9. 2006 — Не наезжай на Деда Мороза
10. 2006 — Прорвёмся
11. 2006 — Танго любви — Гарик
12. 2008 — Миллион от Деда Мороза
13. 2008 — Мужчина для жизни, или На брак не претендую — Геннадий, режиссёр
14. 2009 — Чёрта с два — фотограф
15. 2010 — Антиснайпер. Новый уровень — Егор Михайлович Ивашкин («Аптекарь»), владелец сети аптек
16. 2011 — Ласточкино гнездо — Юрий Васильевич, налоговый инспектор
17. 2011 — Пончик Люся — эпизод
18. 2012 — Одесса-мама — Сергей Михайлович Орлов
19. 2012 — Порох и дробь — букмекер на ипподроме
  1. Фильм №5 «Блудный сын»
  2. Фильм №8 «Легендарная личность»
20. 2015 — Ведьма — «Пятак»
21. 2016 — Подкидыши

### Режиссёр
- 2007 — Бывшая
- 2010 — Только любовь

## Награды
- 1997 — «Киевская пектораль» за лучший дебют (пьеса «Горький роман»)
- 2000 — заслуженный артист Украины[8]
- 2004 — «Киевская пектораль» за лучшую мужскую роль второго плана (Миша, «Море. Ночь. Свечи»)
- 2011 — номинация на премию «Киевская пектораль» за лучшее пластическое решение («Три сестры»)
- 2012 — «Киевская пектораль» за лучшее пластическое решение («Пассажир в чемодане»)
- 2012 — номинация на премию «Киевская пектораль» за лучшую мужскую роль второго плана (Шпигельский Игнатий Ильич, «Сезон любви» / «Высшее благо на свете…»)
- 2013 — номинация на премию «Киевская пектораль» за лучшую мужскую роль (Фома Фомич Опискин, «Опискин. Фома!»)
- 2014 — народный артист Украины[9]
- 2018 — «Киевская пектораль» за лучшую мужскую роль (мадам Роза, «Жизнь впереди»)